# Андерс, Владислав
Влади́слав А́льберт А́ндерс (пол. Władysław Albert Anders), в русской традиции Владислав Альбертович Андерс (11 августа 1892, Блоне, Кутновский уезд, Варшавская губерния, Царство Польское, Российская империя — 12 мая 1970, Лондон, Англия, Соединённое Королевство) — дивизионный генерал (генерал-лейтенант) польской армии, польский военный и политический деятель, командовал отдельными польскими формированиями во время Второй мировой войны (см. Армия Андерса (2-й Польский корпус)), главнокомандующий польскими силами на Западе (1945 год).

## Молодость
Родился в полонизированной немецкой семье и при рождении был крещен в лютеранской (Аугсбургской евангелической) церкви (в католицизм перешёл только в 1942 году после смерти отца). Отец, Альберт Андерс (1868—1942) — агроном, земельный агент, мать, урождённая Таухерт — из балтийских немцев. Собираясь стать инженером, окончил реальное училище в Варшаве, потом политехнический институт в Риге. Был призван в русскую армию (1913), прошёл обучение в Офицерской кавалерийской школе и после начала Первой мировой войны в чине поручика направлен в 3-й драгунский Новороссийский полк. В боях проявил большую храбрость и способности, вскоре уже командовал эскадроном, имел три ранения (всего в своей жизни он был ранен 8 раз), несколько боевых орденов (в том числе орден Св. Георгия IV степени). Как отличившийся офицер, был направлен в Академию Генерального Штаба в Петрограде, где прошёл ускоренный курс; её он окончил буквально накануне революции (в середине февраля 1917), получив диплом из рук Николая II и чин капитана генерального штаба.

## Андерс и русская революция
Февральскую революцию Андерс, по собственным словам, встретил, как и многие поляки, «с энтузиазмом». Вскоре он был направлен в формировавшийся Временным правительством национальный польский корпус (1-й Польский корпус генерал-майора Юзефа Довбор-Мусницкого), в 1-й Креховецкий уланский полк; момент, когда он приколол к своей форме польского орла, был, по его словам, одним из самых счастливых в его жизни. Осенью Андерс назначается начальником штаба 7-й Польской стрелковой дивизии; на этом посту застаёт его Октябрьская революция 1917 года в России. 12 января 1918 Довбор-Мусницкий объявляет войну большевистскому правительству; на следующий день части Андерса берут Рогачёв. Однако 31 января дивизия была выбита из Рогачёва подразделениями 1-го Даугавгривского и 4-го Видземского латышских стрелковых полков и сводным отрядом матросов Балтийского флота. Общее руководство осуществлял Иоаким Вацетис. 7-я Польская стрелковая дивизия отошла к Бобруйску и там после Брест-Литовского мира сдалась немцам и была расформирована. Андерс вместе с Довбор-Мусницким возвратился в Польшу.

## Служба независимой Польше
После Ноябрьской революции в Германии Довбор-Мусницкий становится главой сформированной в Познани повстанческой Великопольской армии, а Андерса, уже в чине подполковника, назначает начальником своего штаба. В этом качестве Андерс ведёт бои с немцами до самого вхождения Познанщины в состав Польши (16 февраля 1919 года). С апреля того же года, в качестве командира сформированного им 15-го Уланского Познанского полка, принимает участие в боях с Красной Армией.
После заключения Рижского мира между Польшей и РСФСР (1921) получает высшее военное образование в Париже («Высшая военная школа») и Варшаве, с ноября 1925 года в звании полковника — военный комендант Варшавы. Во время мятежа Пилсудского 12 мая 1926 года Андерс сохраняет верность демократическому правительству и руководит военным отпором путчистам, что после установления режима «санации» самым неблагоприятным образом сказывается на его карьере: вплоть до Второй мировой войны он находится в должности командира кавалерийской бригады, Волынской (с 1928), затем Новогрудовской (с 1937). Во главе последней вступает в войну.

## Начало войны и плен
Вскоре после начала Второй Мировой войны бригада Андерса объединилась с остатками двух польских дивизий в оперативную кавалерийскую группу «Андерс». Теперь уже генерал Андерс возглавил группу в боях в районе Плоцка и к юго-востоку от Варшавы. После поражения поляков под Варшавой остатки группы отошли к Львову и 22 сентября 1939 года успешно атаковали наступавших немцев. 24 сентября Андерс, собрав вокруг себя остатки разбитых польских войск, попытался прорваться через немецкое окружения в Венгрию, надеясь затем перебраться во Францию и продолжать борьбу. Однако в ходе боев 27—28 сентября группа Андерса была разбита советскими войсками, сам Андерс — дважды ранен и на следующий день пленён.
Андерс прошёл курс лечения в военном госпитале во Львове, затем содержался во внутренней тюрьме НКВД на Лубянке вплоть до августа 1941, когда были установлены союзнические отношения между СССР и польским эмигрантским правительством.
Игорь Бунич в книге «Лабиринты безумия» приводит данные о боях между советскими войсками и частями польской армии под Пшемыслем, среди которых были и уланские части Андерса; в этих боях уланы уничтожили два полка пехоты.
В книге Михаила Мельтюхова «Советско-польские войны» этот эпизод описан несколько иначе. В 6.30 27 сентября 26-й и 27-й уланские полки группы Андерса атаковали 148-й кавполк в Сутковице, однако, встреченные артогнём и контратакой, отошли на опушку леса. В ходе трёхчасового боя противник[уточнить] потерял 300 человек убитыми, 200 пленными, 4 орудия и 7 пулемётов. На следующий день группа была рассеяна, но генерал Андерс с несколькими офицерами скрылся и, будучи раненым, попал в плен лишь 30 сентября.

## Во главе «Армии Андерса» и Польских Вооружённых сил

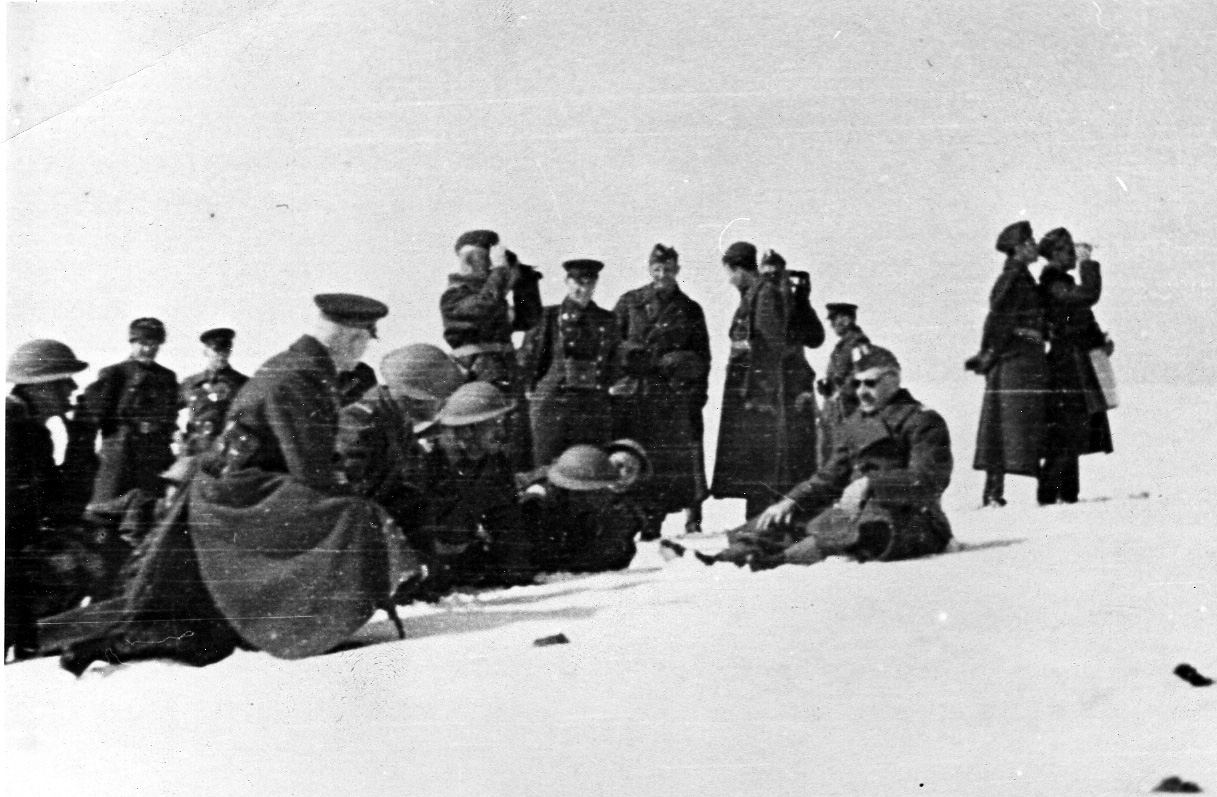
Советские командиры и польские офицеры на учениях (зима 1941 года). Польские военнослужащие в английских стальных шлемах Brodie helmet. Сидящий справа в фуражке — генерал В. Андерс.

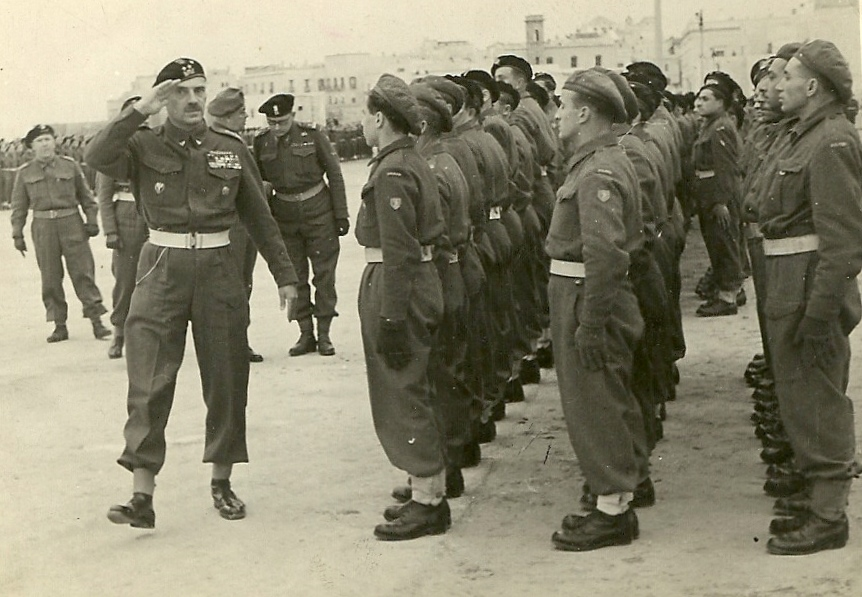
В. Андерс инспектирует части 2-го польского корпуса, Италия, 1945 год.

4 августа 1941 года Андерс, содержавшийся к тому времени 22 месяца как заключённый на Лубянке, был доставлен в кабинет Берии, где тот лично сообщил ему, что он свободен и что он назначен лондонским правительством командующим польской армией в СССР (с производством в чин дивизионного генерала). Армия должна была быть сформирована, частью по призыву, частью на добровольной основе, из граждан Польши в СССР (главным образом это были выпущенные из тюрем и лагерей военнопленные и репрессированные в период освобождения Западной Белоруссии и Западной Украины Советским Союзом). На назначение Андерса повлияли несколько моментов: то, что он имел опыт командования войсковой группой; его политический статус, то есть непричастность к окружению Пилсудского воевавшего против Большевиков в 20х годах; наконец, хорошее знание русского языка и репутация специалиста по России.
Каждому бывшему польскому военнопленному при освобождении из лагеря было выдано единовременное пособие. Персонально генерал Андерс получил — 25 000 рублей.
Весной 1942 года по пути в Лондон он остановился в Каире, где пообещал командующему британскими войсками на Ближнем Востоке отдать в распоряжение англичан все дивизии, сформированные в СССР.
Большинство офицеров категорически не желало воевать на стороне Советского Союза, для них Россия-СССР был историческим врагом, ничуть не лучшим (а для некоторых и хуже), чем гитлеровский рейх.
Из записок адъютанта генерала Андерса — Ежи Климковского: 
Договор с Советским Союзом Андерс считал не чем-то постоянным, что должно было служить основой дальнейшего существования, а лишь необходимым временным злом.
…было видно, что он лишь ожидает момента, «когда Советский Союз будет побеждён».
В возможность победы Советского Союза никогда не верил.
Эвакуация «армии Андерса» в Иран проходила весной — летом 1942 года и была завершена к 1 сентября; к тому моменту (с 12 августа) эта армия получила официальное название «Польской Армии на Востоке» и состояла из 3, 5, 6 и 7-й пехотных дивизий, танковой бригады и 12-го уланского полка. Андерс лично командовал 5-й дивизией, считавшейся самой боеспособной в армии. 21 июля 1943 г. Польская армия на Востоке преобразована во 2-й Польский корпус в составе британской армии. Корпус насчитывал около 50 тыс. человек и состоял из: 3-й Карпатской пехотной дивизии (2 стрелковые бригады и уланский полк); 5-й Кресовой пехотной дивизии (2 пехотные бригады и уланский полк); 2-й Польской бронетанковой бригады (2 бронетанковых и уланский полк), 2-го Артиллерийского корпуса (3 артиллерийских, 1 противотанковый и 2 противовоздушных полка), а также отдельного уланского полка, десантно-диверсионной роты и различных мелких подразделений.
Дислоцировались поляки Андерса сначала в Ираке, потом в Палестине и Египте, а с декабря по апрель 1944 года были переброшены в Италию, где тотчас отличились при прорыве так называемой «линии Густава» (прикрывавшей Рим с юга), после многодневных кровопролитных боев взяв 18 мая ключевой пункт немецких укреплений — монастырь Монте-Кассино. После этого 2-й Польский корпус был переброшен на Адриатический фронт и принимал участие в боях под Анконой; он закончил свой боевой путь в апреле 1945 г. взятием Болоньи. Героические бои под Монте-Кассино сделали Андерса наиболее популярным из всех польских генералов. С февраля 1945 года Андерс — исполняющий обязанности главнокомандующего польскими силами на Западе (до 28 мая, когда из плена вернулся командующий Армией Крайовой генерал Бур-Коморовский).
2-й Польский корпус поддерживал — по радио и через курьеров — связь со штабом антисоветского и антикоммунистического вооружённого подполья Польши. 7 мая 1945 года генерал Владислав Андерс, исполняющий обязанности главнокомандующего польскими силами на Западе, распустил организацию Nie и создал вместо неё в тылах Красной Армии на базе AK-NIE организацию Delegatura Sił Zbrojnych na Kraj (DSZ), комендантом которой стал полковник Ян Жепецкий («Ожуг», «Презес»), распущенную 6 августа 1945 года по приказу. Андерс создал DSZ для того, чтобы вести военные действия против СССР, как «нового оккупанта», и Временного правительства Польской Республики. Штаб 2-го корпуса в рамках предполагаемой «неизбежной» Третьей Мировой войны с СССР разработал для ДСЗ план, имея в виду использовать организацию для разведки, диверсий, пропаганды и партизанской деятельности. Холодная война, по мнению генерала, должна была повлечь за собой глобальный конфликт с применением ОМП против СССР.

## После войны
По окончании войны Андерс последовательно занимал позицию, враждебную коммунистическому режиму в Польше. После отставки Коморовского, Андерс   был назначен главнокомандующим польскими вооружёнными силами на Западе. Расчёт на разгром в новой мировой войне Советского Союза оказался ошибкой. Представления о том, что восточные границы Второй Польской Республики якобы всё ещё существовали, не были разделяемы союзниками. По словам Яна Карского, Андерс был уверен, что война между США и Россией неминуема.
Андерс добился отмены планировавшейся британским правительством принудительной репатриации его солдат; в 1946 году коммунистическое правительство лишило его польского гражданства. С 1954 года, наряду с Бур-Коморовским и Эдуардом Рачиньским, являлся членом и фактическим лидером «Совета трёх» — самопровозглашённого руководящего органа польской эмиграции. В 1954 году получил звание генерала брони. По инициативе генерала Андерса до середины 1950-х годов в структурах НАТО обучалась группа польских офицеров на случай войны с СССР.
После встречи со своим бывшим сослуживцем Павлом Шандруком, возглавлявшим на последнем этапе войны дивизию СС «Галичина», Андерс добился от британских властей признания бойцов этой дивизии польскими гражданами, не подлежащими выдаче СССР.
Британское правительство назначило В. Андерсу пожизненную ренту.
После войны написал мемуары под названием «Без последней главы».

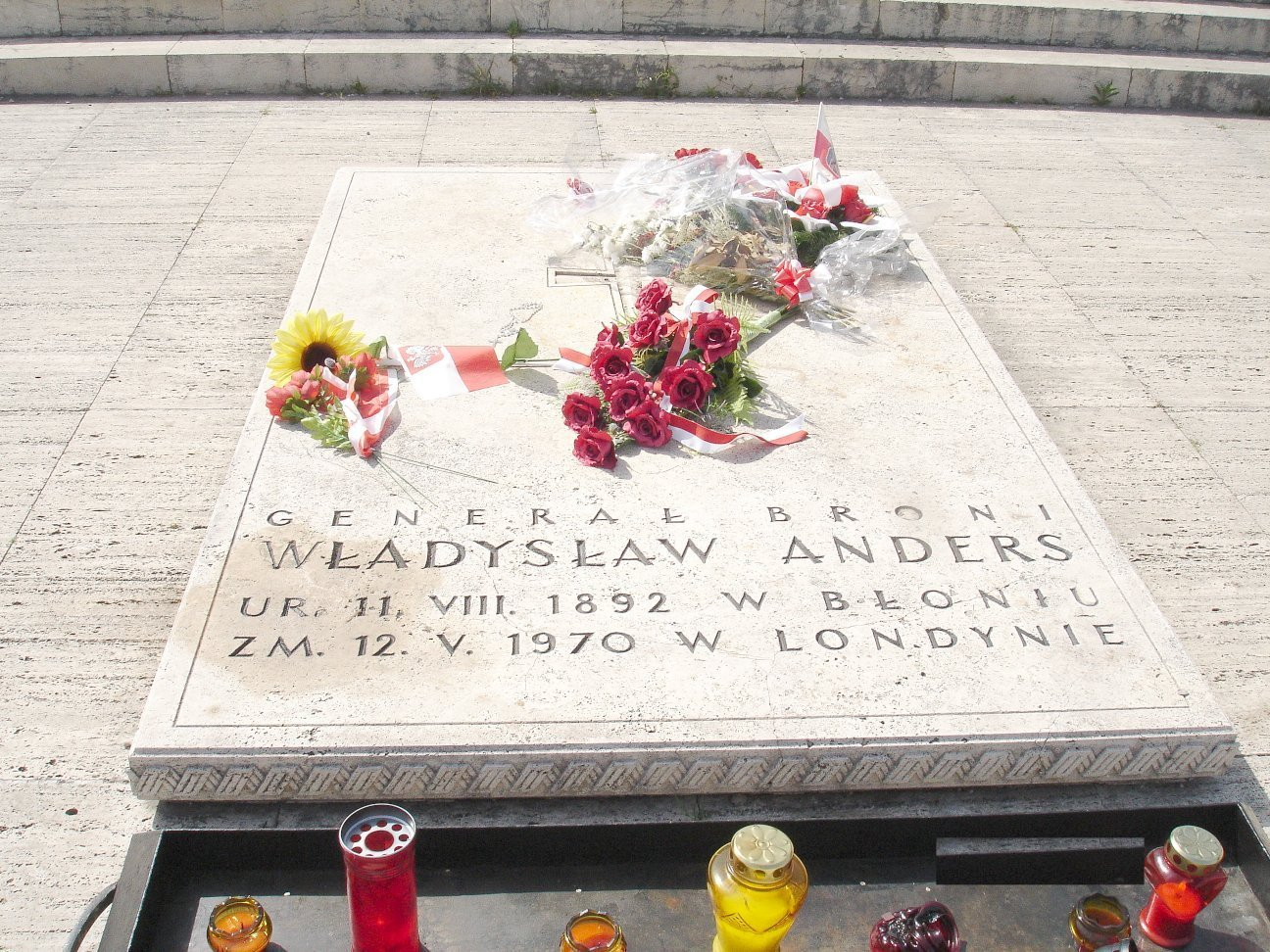
Могила Андерса

Согласно завещанию, похоронен в Монте-Кассино, рядом со своими павшими солдатами.

## Личная жизнь
Был дважды женат. От первого брака с Иреной Марией Иордан-Краковской родилась дочь Анна, автор книги воспоминаний «Мой отец генерал Андерс», и сын Ежи. Второй женой генерала была Ирена Рената Андерс, в браке с которой родилась дочь Анна Мария, ставшая сенатором Польской республики.
От рождения Андерс был лютеранином, однако 27 июня 1942 года находившийся в СССР полевой епископ Войска Польского Юзеф Гавлина принял его в Католическую Церковь.

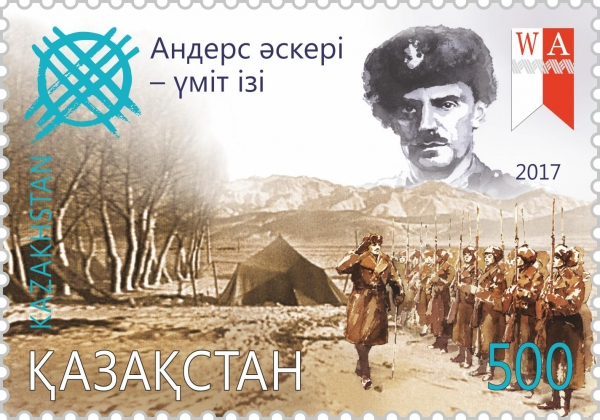
Почтовая марка Казахстана

## Основные награды
- Польша: орден Белого орла, орден Virtuti Militari 4 степеней; 4 Крестов Доблести (3 за польско-советскую войну и 1 за Оборонительную войну 1939 г.); Крест Независимости; командорский крест Polonia Restituta; золотой крест «За Заслуги» с мечами; Медаль Войска; крест Армии крайовой; крест Монте Кассино.
- Россия: орден Святого Георгия[14]; св. Владимира с мечами и бантом; св. Анны с мечами II, III и IV степеней; св. Станислава с мечами II и III степеней.
- США: орден Почётного легиона; орден Лафайета.
- Великобритания: орден Бани.
- Франция: орден Почётного легиона III степени; Военный крест с пальмой; Военный крест.
- Италия: орден свв. Маврикия и Лазаря; Военный крест «За военные заслуги».
- Чехословакия: орден Белого Льва.
- Югославия: командорский орден Св. Саввы.
- Мальта: крест Аль Мерито дель Соврано.
- Иран: орден Хумаюна I степени.